# قائمة الحروب 1500–1799

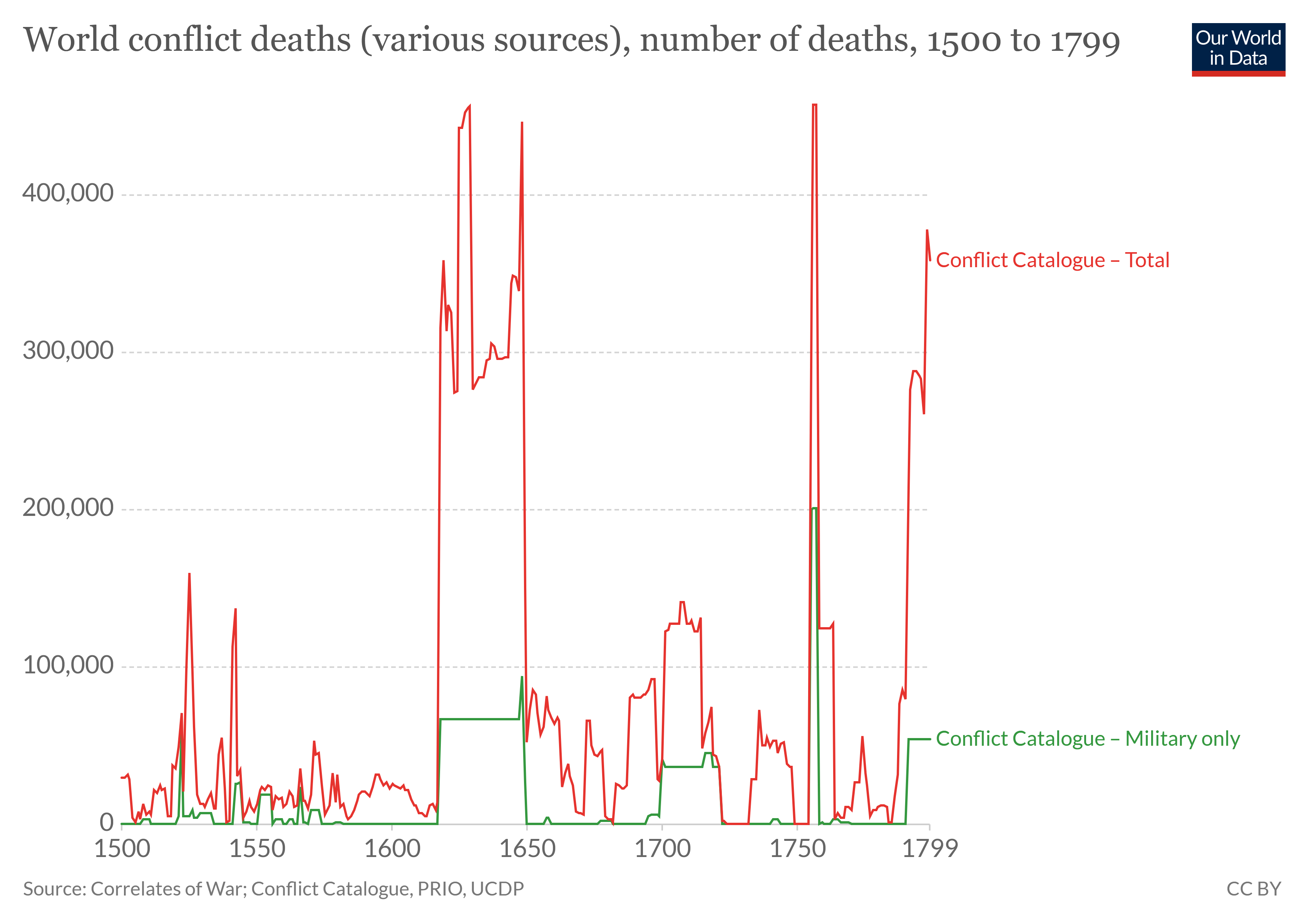
رسم بياني لوفيات الصراع العالمي من 1500 إلى 1799 من مصادر مختلفة.

هذه قائمة الحروب التي جرت بين 1500 و1799.

## 1500–1599
| البداية | النهاية | اسم النزاع                                | المتنازعين | المتنازعين |
| البداية | النهاية | اسم النزاع                                | الطرف المنتصر (إن وجد) | الطرف المنهزم (إن وجد) |
| ------- | ------- | ----------------------------------------- | --- | --- |
| 1500    | 1503    | الحروب الموسكوية الليتوانية الثانية       | دوقية موسكو الكبرى | دوقية ليتوانيا الكبرى |
| 1502    | 1510    | الحروب الفارسية الأوزبكية                 | الإمبراطورية الفارسية الدولة التيمورية | الشیبانیون |
| 1503    | 1505    | حرب خلافة لاندسهوت                        | دوقية بافاريا-ميونخ | دوقية بافاريا-لاندسهوت · بالاتينات الانتخابية |
| 1505    | 1517    | الحرب البحرية البرتغالية المملوكية        | البرتغال | الدولة المملوكية · الدولة العثمانية |
| 1507    | 1508    | الحرب الموسكوية اللتوانية الثانية         | دوقية ليتوانيا الكبرى · المملكة البولندية | دوقية موسكو الكبرى · المتمردون الليتوانيون بقيادة مايكل جلينسكي |
| 1508    | 1516    | حرب عصبة كامبراي                          | 1508–10: · الدولة البابوية · مملكة فرنسا · الإمبراطورية الرومانية المقدسة · إسبانيا · دوقية فيرارا · 1510–11: · مملكة فرنسا · دوقية فيرارا · 1511–13: · مملكة فرنسا · دوقية فيرارا · 1513–16: · جمهورية البندقية · مملكة فرنسا · مملكة اسكتلندا · دوقية فيرارا | 1508–10: · جمهورية البندقية · 1510–11: · الدولة البابوية · جمهورية البندقية · 1511–13: · الدولة البابوية · جمهورية البندقية · إسبانيا · الإمبراطورية الرومانية المقدسة · مملكة إنجلترا · المرتزقة السويسريون · 1513–16: · الدولة البابوية · إسبانيا · الإمبراطورية الرومانية المقدسة · مملكة إنجلترا · دوقية ميلانو · المرتزقة السويسريون |
| 1509    | 1509    | معركة ديو                                 | الإمبراطورية البرتغالية | سلطنة الكجرات · الدولة المملوكية · مملكة سامري كاليكوت · الدولة العثمانية · جمهورية البندقية · جمهورية راغوزا |
| 1509    | 1512    | الحرب الأهلية العثمانية                   | قوات سليم الأول · قوات بايزيد الثاني · إنكشارية | قوات الأمير أحمد |
| 1510    | 1510    | تمرد أمير أنهوا                           | سلالة مينغ الحاكمة | أمير أنهوا |
| 1510    | 1514    | تمرد هفار                                 | جمهورية البندقية | ثوار هفار |
| 1510    | 1510    | الغزو البرتغالي لغوا                      | الإمبراطورية البرتغالية | العادل شاهية · الدولة العثمانية |
| 1511    | 1511    | ثورة فريوليان 1511                        | نبلاء فريوليان | فلاحين فريوليان |
| 1511    | 1511    | عصيان شاه قلي                             | الدولة العثمانية | متمردين شيعة |
| 1512    | 1522    | الحرب الموسكوية اللتوانية الرابعة         | \| دوقية موسكو الكبرى · فرسان ليفونيان | دوقية ليتوانيا الكبرى · مملكة بولندا · تتار القرم |
| 1514    | 1514    | تمرد كونارد                               | دوقية فورتمبيرغ | فلاحو فورتمبيرغ |
| 1514    | 1514    | تمرد جيورجي دوزا                          | مملكة المجر | الفلاحين المجريين |
| 1514    | 1514    | معركة جالديران                            | الدولة العثمانية | الدولة الصفوية |
| 1515    | 1515    | ثورة فلاحين سلوفينيا 1515                 | الإمبراطورية الرومانية المقدسة | فلاحين سلوفينيا |
| 1515    | 1523    | أرومير زوارت هوب                          | الأراضي المنخفضة الهابسبورجية | فلاحين الفريسيان |
| 1516    | 1517    | النزاع العثماني المملوكي                  | الدولة العثمانية | الدولة المملوكية |
| 1516    | 1521    | ثورة ترن كاو                              | أسرة لي | متمردين بقيادة ترن كاو |
| 1519    | 1519    | تمرد أمير نينغ                            | سلالة مينغ الحاكمة | أمير نينغ |
| 1519    | 1521    | الحرب البولندية التوتونية (1519-1521)     | مملكة بولندا | فرسان تيوتون |
| 1519    | 1521    | الغزو الإسباني لإمبراطورية الآزتك         | الإمبراطورية الإسبانية ولاية تلاكسكالا | إمبراطورية آزتك |
| 1519    | 1522    | ثورة الأخوة                               | ملوك أرغوان | الفلاحون |
| 1519    | 1659    | الثورات الجلالية ‏                         | الدولة العثمانية | علاهيون الفلاحين |
| 1520    | 1521    | ثورة العوام                               | القشتاليين الملكيين ‏ | الثوار العوام ‏ |
| 1521    | 1521    | معركة تاماو الأولى                        | سلالة مينغ الحاكمة | الإمبراطورية البرتغالية |
| 1522    | 1522    | معركة تاماو الثانية                       | سلالة مينغ الحاكمة | الإمبراطورية البرتغالية |
| 1521    | 1526    | الحرب الإيطالية 1521-1526                 | كارلوس الخامس: - إسبانيا هابسبورغ - الإمبراطورية الرومانية المقدسة مملكة إنجلترا · الدولة البابوية | مملكة فرنسا · جمهورية البندقية |
| 1521    | 1523    | حرب التحرير السويدية                      | السويد · مدينة لوبيك الحرة (من 1522) | الدنمارك · اتحاد كالمار |
| 1522    | 1522    | فتح جزيرة رودس                            | الدولة العثمانية | فرسان الإسبتارية · جمهورية البندقية |
| 1524    | 1525    | حرب الفلاحين الألمانية                    | رابطة شفابن | جيش الفلاحين الألمان |
| 1524    | 1533    | تمردات داليكارليان                        | السويد | فلاحوا دالارنا |
| 1526    | 1530    | حرب عصبة كونياك                           | كارلوس الخامس: - إسبانيا هابسبورغ - الإمبراطورية الرومانية المقدسة جمهورية جنوة | مملكة فرنسا · الدولة البابوية · جمهورية البندقية · جمهورية فلورنسا · مملكة إنجلترا · دوقية ميلانو |
| 1526    | 1526    | معركة موهاج                               | الدولة العثمانية | مملكة المجر · مملكة كرواتيا · مملكة بوهيميا · الإمبراطورية الرومانية المقدسة · بافاريا · الدولة البابوية · مملكة بولندا |
| 1527    | 1638    | الحرب السنهالية البرتغالية                | الإمبراطورية البرتغالية | مملكة سيتاواكا · مملكة كاندي |
| 1527    | 1697    | الغزو الإسباني ليوكاتان                   | الإمبراطورية الإسبانية | مايا |
| 1527    | 1528    | الحملة المجرية 1527–28                    | أرشدوقية النمسا · الإمبراطورية الرومانية المقدسة · إسبانيا · مملكة بوهيميا · مملكة كرواتيا (هابسبورغ) · الدولة البابوية · مملكة المجر · صرب فويفوديان | الدولة العثمانية · إمارة البغدان · يانوش زابوليا ملك المجر |
| 1529    | 1543    | الحرب العدلية الحبشية                     | إمبراطورية إثيوبيا · الإمبراطورية البرتغالية | سلطنة عدل · الدولة العثمانية |
| 1529    | 1529    | حرب كابيل الأولى                          | بروتستانتية: · كانتون زيورخ | كنيسة رومانية كاثوليكية: كانتون أوري · كانتون شفيتس · كانتون تسوغ |
| 1529    | 1529    | حملة البلقان (1529)                       | الدولة العثمانية · إمارة البغدان · المملكة المجرية الشرقية | أرشدوقية النمسا · الإمبراطورية الرومانية المقدسة · إسبانيا · مملكة بوهيميا · الدولة البابوية · مملكة كرواتيا (هابسبورغ) · مملكة المجر |
| 1529    | 1529    | حصار فيينا                                | الإمبراطورية الرومانية المقدسة · مملكة بوهيميا · بالاتينات الانتخابية · إسبانيا | الدولة العثمانية · إمارة البغدان |
| 1529    | 1532    | الحرب الأهلية في حضارة الإنكا             | إنكا تحت واسكار · توميبامبا | إمبراطورية الإنكا تحت أتاوالبا |
| 1530    | 1552    | الحروب العثمانية الهابسبورغية في المجر    | أرشدوقية النمسا · الإمبراطورية الرومانية المقدسة · إسبانيا · الدولة البابوية · مملكة بوهيميا · مملكة كرواتيا (هابسبورغ) · مملكة المجر (1538-1867) | الدولة العثمانية · إمارة البغدان · المملكة المجرية الشرقية · الأفلاق · الديسبوتية الصربية · مملكة فرنسا |
| 1531    | 1531    | حرب كابيل الثانية                         | كنيسة رومانية كاثوليكية: · كانتون أوري · كانتون شفيتس · كانتون تسوغ | بروتستانتيةs: · كانتون زيورخ |
| 1532    | 1572    | الغزو الإسباني لإمبراطورية إنكا           | الإمبراطورية الإسبانية | إنكا · دولة إنكا الحديثة |
| 1532    | 1555    | الحرب العثمانية الصفوية (1532–1555)       | الدولة العثمانية | الدولة الصفوية |
| 1534    | 1536    | حرب الكونت                                | كريستيان الثالث دوقية شلسفيغ هولشتاين السويد دوقية بروسيا يوتلاند | كريستيان الثاني ملك الدنمارك كريستوفر، كونت أولدنبورغ مدينة لوبيك الحرة اسكونه مالمو كوبنهاغن زيلاند |
| 1534    | 1534    | تمرد توماس فيتزجيرالد                     | مملكة إنجلترا | أيرلندا الغالية |
| 1534    | 1537    | الحروب الموسكوية الليتوانية               | دوقية ليتوانيا الكبرى · مملكة بولندا · تتار القرم | دوقية موسكو الكبرى |
| 1534    | 1541    | حرب تونغو–هانثوادي                        | سلالة تاونغو | مملكة هنثوادي |
| 1536    | 1537    | مهاجرو الرحمة                             | مملكة إنجلترا | الرومانية الكاثوليكية في إنجلترا وويلز |
| 1536    | 1538    | الحرب الإيطالية 1536-1538                 | الإمبراطورية الرومانية المقدسة · إسبانيا | مملكة فرنسا · الدولة العثمانية |
| 1537    | 1537    | تمرد بيجود                                | مملكة إنجلترا | الرومانية الكاثوليكية في إنجلترا وويلز |
| 1537    | 1540    | الحرب العثمانية - البندقية (1537 - 1540)  | جمهورية البندقية · إسبانيا · جمهورية جنوة · الدولة البابوية · مملكة نابولي · مملكة صقلية · فرسان مالطة | الدولة العثمانية · فرنسا (حتى 1538) |
| 1537    | 1548    | الحرب الأهلية البيروفية                   | محافظة قشتالة الجديدة النيابة الملكية على بيرو | محافظة توليدو الجديدة |
| 1538    | 1545    | حرب تاونغو-أفا                            | سلالة تاونغو | مملكة أفا دول شان مملكة مروق يو مملكة بروم |
| 1538    | 1557    | النزاعات العثمانية البرتغالية             | الإمبراطورية البرتغالية إمبراطورية إثيوبيا | الدولة العثمانية · سلطنة عدل · سلطنة أجوران · سلطنة الكجرات |
| 1540    | 1540    | تمرد الفلاحين في تلمارك                   | الدنمارك-النرويج | فلاحين النرويج |
| 1542    | 1546    | الحرب الإيطالية 1542-1546                 | كارلوس الخامس: - إسبانيا هابسبورغ - الإمبراطورية الرومانية المقدسة مملكة إنجلترا · انتخابية ساكسونيا · مرغريفية براندنبورغ | مملكة فرنسا · الدولة العثمانية · دوقيات يوليش كليفه برغ المتحدة |
| 1542    | 1543    | حرب داك                                   | السويد | فلاحين سمولاند |
| 1545    | 1547    | حرب تاونغو–مروق يو                        | مملكة مروق يو | سلالة تاونغو |
| 1546    | 1547    | حرب شمالكالدي                             | كارلوس الخامس: - إسبانيا هابسبورغ - الإمبراطورية الرومانية المقدسة انتخابية ساكسونيا · مملكة المجر · مملكة بوهيميا وغيرها أراضي التاج البوهيمي | اتحاد شمالكالدي: · انتخابية ساكسونيا · لاندغريفية هسن · بالاتينات الانتخابية · بريمن · لوبيك · دوقية براونشفايغ لونيبورغ · مناطق أخرى اتحاد شمالكالدي |
| 1547    | 1549    | الحرب البورمية السيامية                   | مملكة أيوثايا | سلالة تاونغو |
| 1549    | 1549    | تمرد كتاب الصلاة                          | مملكة إنجلترا | المتمردون الكاثوليك |
| 1549    | 1549    | تمرد كيت                                  | مملكة إنجلترا | الفلاحين الإنجليز |
| 1550    | 1590    | حرب تشيتشيميكا                            | تشيتشيميكا | إسبانيا |
| 1551    | 1559    | الحرب الإيطالية 1551-1559                 | الإمبراطورية الإسبانية · الإمبراطورية الرومانية المقدسة · مملكة إنجلترا · جمهورية فلورنسا · دوقية سافوي | مملكة فرنسا · جمهورية سيينا · الدولة العثمانية |
| 1552    | 1556    | تمرد قازان 1552-1556                      | دوقية موسكو الكبرى · مارييون | تتار الفولغا تشوفاش مارييون أدمورتيون نوجاي هورد |
| 1552    | 1552    | حصار قازان (1552)                         | روسيا القيصرية خانية قاسمتاو ياغي | خانية قازان مارييون أدمورتيون نوجاي |
| 1554    | 1554    | ثورة ويات                                 | مملكة إنجلترا | الثوار بقيادة توماس ويات الابن |
| 1554    | 1557    | الحرب الروسية السويدية (1554-1557)        | روسيا القيصرية | السويد |
| 1555    | 1567    | أنتاركتيكا الفرنسية                       | الإمبراطورية البرتغالية · توبي | مملكة فرنسا · شعب توبينامبا |
| 1558    | 1566    | النزاعات العثمانية البرتغالية (1538–1559) | الإمبراطورية البرتغالية | الدولة العثمانية - إيالة مصر الساحل البربري |
| 1558    | 1583    | الحرب الليفونية                           | تيرا ماريانا · الكومنولث البولندي الليتواني · (قبل عام 1569 الاتحاد البولندي الليتواني) · الدنمارك-النرويج السويد · قوزاق زابوروجيان · إمارة ترانسيلفانيا (بعد 1577) | روسيا القيصرية مملكة ليفونيا |
| 1562    | 1598    | حروب فرنسا الدينية                        | سياسة | بروتستانتية: · هوغونوتيون · مملكة إنجلترا كنيسة رومانية كاثوليكية: · التحالف الكاثوليكي (فرنسا) · إسبانيا هابسبورغ · دوقية سافوي |
| 1563    | 1564    | الحرب البورمية السيامية                   | سلالة تاونغو | مملكة أيوثايا |
| 1563    | 1570    | حرب السنوات السبع الشمالية                | السويد | الدنمارك-النرويج مدينة لولبيك الحرة · الكومنولث البولندي الليتواني |
| 1567    | 1872    | ثورات الفلبين ضد إسبانيا                  | إسبانيا · الفلبين | جماعة داجوهوي المتمردة · الجماعات المتمردة الفلبينية الأخرى أنصار بريطانيا |
| 1568    | 1569    | الحرب البورمية السيامية                   | سلالة تاونغو | مملكة أيوثايا |
| 1568    | 1571    | ثورة البشرات (1568-1571)                  | إسبانيا | مورسكيون |
| 1568    | 1648    | حرب الثمانين عاما                         | جمهورية هولندا · مملكة إنجلترا · البروتستانتية · هوغونوتيون · المملكة الفرنسية | الإمبراطورية الإسبانية · الإمبراطورية الرومانية المقدسة |
| 1569    | 1573    | تمردات ديزموند                            | مملكة إنجلترا · مملكة أيرلندا · العشائر الأيرلندية المتحالفة | فيتزجيرالد العشائر الأيرلندية المتحالفة |
| 1569    | 1570    | تمرد الشمال                               | إليزابيث الأولى ملكة إنجلترا أنجليكانية الاسكتلنديين البروستانت | أنصار ماري ستيوارت الرومانية الكاثوليكية في إنجلترا وويلز |
| 1570    | 1573    | الحرب العثمانية - البندقية (1570–1573)    | الدولة العثمانية | العصبة المقدسة: · جمهورية البندقية · إسبانيا هابسبورغ · الدولة البابوية · مملكة نابولي · جمهورية جنوة · مملكة صقلية · دوقية توسكانا الكبرى · دوقية أوربينو · دوقية سافوي · فرسان الإسبتارية |
| 1571    | 1571    | الحروب الروسية القرمية                    | خانية القرم | روسيا القيصرية |
| 1573    | 1573    | ثورة الفلاحين الكروات والسلوفينيين        | الإمبراطورية الرومانية المقدسة | الفلاحون الكروات الفلاحون السلوفينيون |
| 1578    | 1590    | الحرب العثمانية الصفوية (1578–1590)       | الدولة العثمانية | الدولة الصفوية · مملكة كارتلي |
| 1579    | 1583    | تمرد ديزموند الثاني                       | مملكة إنجلترا · مملكة أيرلندا · العشائر الأيرلندية المتحالفة | فيتزجيرالد · إسبانيا · الدولة البابوية · تحالف أيرلندا الغالية |
| 1580    | 1583    | حرب الخلافة البرتغالية                    | الإمبراطورية الإسبانية فيليب الثاني ملك إسبانيا | أنطونيو من كراتو · مملكة فرنسا · مملكة إنجلترا · جمهورية هولندا |
| 1580    | 1589    | الغارات العثمانية على الإقليم السواحيلي   | الإمبراطورية البرتغالية | الدولة العثمانية · سلطنة أجوران |
| 1583    | 1588    | حرب كولونيا                               | إرنست من بافاريا ‏ أمير بافاريا إرنست، 1583-1612 · فيتلسباخ · تاريخ كولونيا ‏ · فيليب ملك إسبانيا: · فارنيزي وغيرها | جيبهارد، تروكسيس فون والدبرج، الأمير المنتخب، كولونيا 1578–1588 · منزل نوينار ألبن · منزل والدبورغ · منزل بالاتينات زويبروكن عائلة ناساو · منزل سولمز براونفيلس وغيرها |
| 1584    | 1593    | الحروب البورمية السيامية                  | مملكة أيوثايا | سلالة تاونغو |
| 1585    | 1604    | حرب إنجلترا وإسبانيا                      | الإمبراطورية الإسبانية | مملكة إنجلترا · جمهورية هولندا · أنطونيو من كراتو |
| 1589    | 1589    | واقعة بكلربكي                             | الدولة العثمانية | إنكشارية |
| 1590    | 1595    | الحرب الروسية السويدية (1590-1595)        | روسيا القيصرية | السويد |
| 1591    | 1593    | انتفاضة كوزينسكي                          | الكومنولث البولندي الليتواني | قوزاق |
| 1591    | 1594    | رابنكريج (بازل)                           | أمير أسقفية بازل | فلاحون سويسريون |
| 1591    | 1606    | الحرب الطويلة                             | ملكية هابسبورغ أرشدوقية النمسا · الإمبراطورية الرومانية المقدسة · مملكة المجر (1538-1867) · مملكة كرواتيا (هابسبورغ) · مملكة بوهيميا · إمارة ترانسيلفانيا · الأفلاق · إمارة البغدان · قوزاق زابوروجيان · إسبانيا · هايدوك · الدولة البابوية · جمهورية البندقية · انتخابية ساكسونيا · دوقية توسكانا الكبرى · الدولة الصفوية · فرسان القديس ستيفن · بلغار تمرد · دوقية فيرارا · دوقية مانتوفا · جمهورية راغوزا · دوقية سافوي | الدولة العثمانية · خانية القرم · نوجاي هورد |
| 1592    | 1598    | غزو اليابان لكوريا (1592-1598)            | الصين: سلالة مينغ الحاكمة كوريا: مملكة جوسون | اليابان: فترة أزوتشي-موموياما |
| 1593    | 1617    | حروب مولدافيا                             | | |
| 1594    | 1596    | انتفاضة ناليفايكو                         | الكومنولث البولندي الليتواني | قوزاق |
| 1594    | 1605    | الحرب البورمية السيامية                   | مملكة أيوثايا | سلالة تاونغو |
| 1594    | 1603    | حرب التسع سنوات                           | مملكة إنجلترامملكة أيرلندا | التحالف الأيرلندي · إسبانيا هابسبورغ |
| 1596    | 1596    | ثورة هيمارا                               | الدولة العثمانية | متمردوا هيمارا |
| 1596    | 1597    | حرب الهراوة                               | السويد | الفلاحين الفنلنديين |
| 1598    | 1599    | الحرب ضد سييسموند                         | كارل التاسع | سييسموند فاسا |

## 1600-1699
| البداية        | النهاية | اسم النزاع                                                                     | المتنازعين | المتنازعين |
| البداية        | النهاية | اسم النزاع                                                                     | الطرف المنتصر (إن وجد) | الطرف المنهزم (إن وجد) |
| -------------- | ------- | ------------------------------------------------------------------------------ | --- | --- |
| 1600           | 1600    | ثورة أغرافا (1600)                                                             | الدولة العثمانية | فلاحين اليونان |
| c. 1600        | 1866    | حروب نافاجو                                                                    | تاج قشتالة · إسبانيا · المكسيك · الولايات المتحدة | نافاجو |
| 1600           | 1611    | الحرب البولندية-السويدية                                                       | الكومنولث البولندي الليتواني | تاريخ السويد |
| 1602           | 1663    | الحرب البرتغالية الهولندية                                                     | الإمبراطورية البرتغالية · بدعم من: · تاج قشتالة · (حتى 1640) · مملكة كوشين · بوتيجوارا | جمهورية هولندا · بدعم من: · مملكة إنجلترا · (حتى 1640) · سلطنة جوهر · مملكة كاندي · مملكة الكونغو · مملكة ندونغو · توبي · قبيلة ناندوي تارايريو                                                                                       |
| 1603           | 1618    | الحرب العثمانية الصفوية                                                        | الدولة الصفوية | الدولة العثمانية |
| 1605           | 1618    | الحرب البولندية الموسكية                                                       | الكومنولث البولندي الليتواني روسيا القيصرية | |
| 1606           | 1607    | تمرد بولوتنيكوف                                                                | روسيا القيصرية | فلاحين روسيا |
| 1609           | 1614    | حرب خلافة يوليش                                                                | فولفغانغ فيلهلم، كونت بالاتينات-نيوبورغ: · الإمبراطورية الإسبانية · بالاتينات نوبورغ · الرابطة الكاثوليكية يوهان زيغسمونت (ناخب براندنبورغ): · مرغريفية براندنبورغ · جمهورية هولندا · مملكة إنجلترا · الاتحاد البروتستانتي | رودولف الثاني: · الإمبراطورية الرومانية المقدسة · ستراسبورغ · أسقفية أمير لياج |
| 1610           | 1614    | الحرب الإنجليزية بوهاتان الأولى                                                | مملكة إنجلترا | بوهاتان |
| 1610           | 1617    | الحرب الإنغرية                                                                 | الإمبراطورية السويدية | روسيا القيصرية |
| 1611           | 1611    | ثورة إبيروس عام 1611                                                           | الدولة العثمانية | فلاحين اليونان |
| 1612           | 1613    | حرب كالمار                                                                     | الدنمارك-النرويج | الإمبراطورية السويدية |
| 1612           | 1615    | حرب الاعتدال الفرنسية                                                          | الإمبراطورية البرتغالية المستعمرون البرازيليون | مملكة فرنسا |
| 1613           | 1614    | الحروب البورمية السيامية                                                       | سلالة تاونغو | مملكة أيوثايا |
| 1615           | 1618    | حرب أوسكوك                                                                     | الإمبراطورية الرومانية المقدسة مملكة كرواتيا (هابسبورغ) · إسبانيا هابسبورغ | جمهورية البندقية · جمهورية هولندا · مملكة إنجلترا |
| 1617           | 1618    | الحرب البولندية السويدية (1617–1618)                                           | تاريخ السويد | الكومنولث البولندي الليتواني |
| 1618           | 1697    | الغزو الإسباني لبيتينجزء من الغزو الإسباني لغواتيمالا والغزو الإسباني ليوكاتان | الإمبراطورية الإسبانية | مايا |
| 1618           | 1639    | بوندنر ويرين                                                                   | مملكة فرنسا · جمهورية البندقية | الإمبراطورية الرومانية المقدسة |
| 1618           | 1648    | حرب الثلاثين عاما                                                              | الدول البروتستانتية والحلفاء الدنمارك-النرويج (1625–1629) · المملكة الفرنسية (من 1635) · مملكة بوهيميا (1618–1620) · الإمبراطورية السويدية · انتخابية ساكسونيا · جمهورية هولندا · بالاتينات الانتخابية · دوقية براونشفايغ لونيبورغ · مملكة إنجلترا (1625–30) · براندنبورغ بروسيا · إمارة ترانسيلفانيا · المتمردين المجريين المناهضين لهابسبورغ · قوزاق زابوروجيان · الدولة العثمانية | الدول الرومانية الكاثوليكية والحلفاء الإمبراطورية الرومانية المقدسة - الرابطة الكاثوليكية - أرشدوقية النمسا - مملكة بوهيميا (بعد 1620) مملكة المجر · مملكة كرواتيا (هابسبورغ) · الإمبراطورية الإسبانية · الدنمارك-النرويج (1643–1645) |
| 1619           | 1682    | صراعات مملكة أهوم والمغول                                                      | مملكة أهوم | سلطنة مغول الهند |
| 1620           | 1621    | الحرب العثمانية البولندية (1620–1621)                                          | الكومنولث البولندي الليتواني | الدولة العثمانية |
| 1621           | 1625    | الحرب البولندية السويدية (1621–1625)                                           | تاريخ السويد | الكومنولث البولندي الليتواني |
| 1622           | 1632    | الحرب الإنجليزية بوهاتان الثانية                                               | مملكة إنجلترا | بوهاتان |
| 1623           | 1639    | الحرب العثمانية الصفوية                                                        | الدولة العثمانية | الدولة الصفوية |
| 1625           | 1625    | انتفاضة زمايلو                                                                 | الكومنولث البولندي الليتواني | القوزاق |
| 1625           | 1625    | إغاثة جنوة                                                                     | إسبانيا · جمهورية جنوة | مملكة فرنسا · دوقية سافوي · جمهورية هولندا |
| 1626           | 1629    | الحرب البولندية السويدية (1626–1629)                                           | الإمبراطورية السويدية | الكومنولث البولندي الليتواني · الإمبراطورية الرومانية المقدسة |
| 1626           | 1636    | حرب الفلاحين في النمسا العليا                                                  | انتخابية بافاريا · النمسا العليا | الفلاحون المتمردون |
| 1627           | 1627    | غزو المانشو الأول لكوريا                                                       | مملكة جوسون | سلالة تشينغ الحاكمة |
| 1628           | 1631    | حرب الخلافة المانتوفية جزء من حرب الثلاثين عامًا                                | كارلو غونزاغا دوق مانتوفا ومونفيراتو ‏: · المملكة الفرنسية | دعم دوق جواستالا: · الإمبراطورية الرومانية المقدسة · إسبانيا هابسبورغ · دوقية سافوي |
| 1630           | 1630    | انتفاضة فيدوروفيتش                                                             | الكومنولث البولندي الليتواني | القوزاق |
| 1632           | 1634    | حرب سمولينسك                                                                   | الكومنولث البولندي الليتواني | روسيا القيصرية |
| 1633           | 1634    | الحرب البولندية العثمانية (1633–1634)                                          | الكومنولث البولندي الليتواني | الدولة العثمانية |
| 1634           | 1638    | حرب البيكوات                                                                   | مستعمرة خليج ماساتشوستس مستعمرة بليموث مستعمرة سايبروك - نشعب اراغانسيت - موهيغان | بيكوات |
| 1635           | 1635    | انتفاضة سوليمة                                                                 | الكومنولث البولندي الليتواني | قوزاق |
| 1635           | 1659    | الحرب الفرنسية الإسبانية                                                       | المملكة الفرنسية · الكومنولث الإنكليزي (من 1657) | إسبانيا · ستيوارت (من 1657) |
| 1636           | 1637    | غزو المانشو الثاني لكوريا                                                      | سلالة تشينغ الحاكمة | مملكة جوسون |
| 1637           | 1637    | انتفاضة بافليوك                                                                | الكومنولث البولندي الليتواني | قوزاق |
| 1637           | 1638    | تمرد شيمبارا                                                                   | شوغونية توكوغاوا · الإمبراطورية الهولندية | الفلاحون المسيحيون |
| 1638           | 1638    | انتفاضة أوسترين                                                                | الكومنولث البولندي الليتواني | قوزاق |
| 1639           | 1639    | حرب الأساقفة الأولى جزء من حروب الممالك الثلاث                                 | Scottish Covenanters | الملكيون الاسكتلنديون · مملكة إنجلترا |
| 1640           | 1640    | حرب الأساقفة الثانية جزء من حروب الممالك الثلاث                                | Scottish Covenanters | الملكيون الاسكتلنديون · مملكة إنجلترا |
| 1640           | 1659    | الثورة الكتالانية                                                              | إسبانيا | جمهورية كتالونيا · المملكة الفرنسية |
| 1640           | 1668    | حرب الاستعادة البرتغالية                                                       | مملكة البرتغال · بدعم من: · مملكة إنجلترا · (بعد 1661) | إسبانيا هابسبورغ |
| 1640           | 1701    | حروب بيفر                                                                      | إيروكواس | شعوب ألجونقويان ‏ · المملكة الفرنسية |
| 1641           | 1653    | حرب الإحدى عشر عام جزء من حروب الممالك الثلاث                                  | البرلمانيون | الحلف الإيرلندي الكاثوليكي · (متحالف مع الملكيين 1648–1650) فارس · (المتحالفون مع الكونفدراليات الأيرلندية 1648–1650) |
| 1641           | 1644    | حرب كاسترو الأولى                                                              | باربيريني البابا أوربان الثامن وبامفيلي البابا إنوسنت العاشر بجيوشهما البابوية وأقاربهما. | فارنيزي دوقية بارما |
| 1642           | 1646    | الحرب الأهلية الإنجليزية الأولى جزء من حروب الممالك الثلاث                     | برلمانات إنجلترا واسكتلندا | فارس |
| 1643           | 1645    | حرب تورستنسون جزء من حرب الثلاثين عاما                                         | الإمبراطورية السويدية · جمهورية هولندا | الدنمارك-النرويج · الإمبراطورية الرومانية المقدسة |
| 1643           | 1645    | حرب كيفت                                                                       | ليناب | نيو نذرلاند |
| 1644           | 1646    | الحرب الإنجليزية بوهاتان الثالثة                                               | مملكة إنجلترا | بوهاتان |
| 1644           | 1674    | حرب شرببة                                                                      | بنو معقل | زناتة |
| 1644           | 1651    | اسكتلندا في حروب الممالك الثلاث جزء من حروب الممالك الثلاث                     | Scottish Covenanters | المقاتلون الاسكتلنديون وقوات الحلف الإيرلندي الكاثوليكي |
| 1645           | 1669    | حرب كريت                                                                       | الدولة العثمانية · الساحل البربري | جمهورية البندقية · فرسان الإسبتارية · الدولة البابوية · المملكة الفرنسية · مانيوت |
| 1648           | 1657    | انتفاضة شميلنكي                                                                | قوزاق زابوروجيان · خانية القرم (1649–1654، 1656–1657) | الكومنولث البولندي الليتواني · خانية القرم (1654–1656) |
| 1648           | 1649    | فروند                                                                          | مملكة فرنسا | البرلمان (1648-1649) أمراء الدم (1650-1653) |
| 1648           | 1649    | الحرب الأهلية الإنجليزية الثانية جزء من حروب الممالك الثلاث                    | القوى البرلمانية | القوات الملكية في اسكتلندا |
| 1649           | 1651    | الحرب الأهلية الإنجليزية الثالثة جزء من حروب الممالك الثلاث                    | البرلمانيون | الملكيون Scottish Covenanters |
| 1649           | 1653    | الحرب المغولية الصفوية                                                         | سلطنة مغول الهند | الدولة الصفوية |
| 1649           | 1653    | احتلال كرومويل لأيرلندا جزء من حروب الممالك الثلاث                             | الجيش النموذجي الجديد للبرلمان الإنجليزي مزارع إيرلندا | الحلف الإيرلندي الكاثوليكي، فارس |
| 1649           | 1649    | حرب كاسترو الثانية                                                             | إينوسنت العاشر وجيشه البابوي. | رانوتشيو الثاني، دوق بارما |
| 1650           | 1653    | فروند                                                                          | مملكة فرنسا | البرلمان (1648-1649) أمراء الدم (1650-1653) |
| 1651           | 1651    | انتفاضة كوستكا نابيرسكي                                                        | الكومنولث البولندي الليتواني | فلاحين بولندا |
| 1651           | 1651    | انتفاضة كيان                                                                   | شوغونية توكوغاوا | رونين |
| 1651           | 1986    | حرب الثلاثمئة وخمسة وثلاثين عاما                                               | جزر سيلي | جمهورية هولندا |
| 1652           | 1654    | الحرب الإنجليزية الهولندية الأولى                                              | الكومنولث الإنكليزي | جمهورية هولندا |
| 1652           | 1689    | النزاعات الحدودية الصينية الروسية                                              | سلالة تشينغ الحاكمة مملكة جوسون | روسيا القيصرية قوزاق |
| 1653           | 1653    | حرب القرويين السويسريين عام 1653                                               | قوات حكومات المدينة · زيورخ · كانتون تورغاو · كانتون أوري | قوات الفلاحين من - لوسرن - برن - سولوتورن - بازل - كانتون أرجاو |
| 1654           | 1667    | الحرب الروسية البولندية (1654–1667)                                            | روسيا القيصرية · هتمانات القوزاق | الكومنولث البولندي الليتواني · خانية القرم |
| 1654           | 1660    | الحرب الإنجليزية الإسبانية                                                     | الكومنولث الإنكليزي · المملكة الفرنسية (1657–59) | إسبانيا · ستيوارت |
| 1655           | 1655    | حرب شجرة الخوخ                                                                 | سسكويهانوك والقبائل المتحالفة | نيو نذرلاند |
| 1655           | 1656    | تمرد فرائدين (1665–1666)                                                       | ملكية هابسبورغ | رجال الحدود |
| 1655           | 1660    | حرب الشمال الثانية                                                             | الإمبراطورية السويدية · براندنبورغ بروسيا (1656–57) · إمارة ترانسيلفانيا · هتمانات القوزاق (1657) · دوقية ليتوانيا الكبرى الأفلاق · إمارة البغدان | الكومنولث البولندي الليتواني · الدنمارك-النرويج · ملكية هابسبورغ · روسيا القيصرية (1656–58) · خانية القرم · براندنبورغ بروسيا (1655–56، 1657–60) · جمهورية هولندا                                                                     |
| 1656           | 1658    | الحرب الروسية السويدية (1656-1658) جزء من حرب الشمال الثانية                   | الإمبراطورية السويدية | روسيا القيصرية |
| 1657           | 1658    | الحرب الدانماركية السويدية (1657–1658) جزء من حرب الشمال الثانية               | الإمبراطورية السويدية | الدنمارك-النرويج |
| 1658           | 1660    | الحرب الدانماركية السويدية جزء من حرب الشمال الثانية                           | الدنمارك-النرويج · جمهورية هولندا · براندنبورغ بروسيا · الكومنولث البولندي الليتواني | السويد |
| 1660           | 1673    | حرب بروناي الأهلية                                                             | قوات السلطان عبد الحق مبين | قوات السلطان محيي الدين |
| 1662           | 1665    | الحرب البورمية السيامية (1662–1664)                                            | سلالة تاونغو | مملكة أيوثايا |
| 1663           | 1664    | الحرب العثمانية-النمساوية (1663-1664)                                          | الدولة العثمانية | عصبة نهر الراين |
| 1665           | 1667    | الحرب الإنجليزية الهولندية الثانية                                             | جمهورية هولندا · الدنمارك-النرويج · المملكة الفرنسية | مملكة إنجلترا |
| 1665           | 1709    | الحرب الأهلية في الكونغو                                                       | بيت كينلازا | بيت كيمبانزو |
| 1666           | 1671    | الحرب البولندية القوزاقية التتارية (1666–1671)                                 | الكومنولث البولندي الليتواني | خانية القرم · قوزاق زابوروجيان · الدولة العثمانية |
| 1667           | 1668    | حرب أيلولة                                                                     | الإمبراطورية الإسبانية · التحالف الثلاثي: · جمهورية هولندا · مملكة إنجلترا · الإمبراطورية السويدية | المملكة الفرنسية |
| 1667 (أو 1670) | 1671    | ستينكا رازين                                                                   | روسيا القيصرية | فلاحين روسيا |
| 1669           | 1672    | تمرد شاكوشاين                                                                  | شوغونية توكوغاوا | متمردو الأينو |
| 1672           | 1676    | الحرب البولندية عثمانية (1672–76)                                              | الدولة العثمانية · خانية القرم · إمارة البغدان · هتمانات القوزاق (فصيل دوروشنكو) | الكومنولث البولندي الليتواني · إمارة الأفلاق (في 1673) |
| 1672           | 1678    | الحرب الفرنسية الهولندية                                                       | المملكة الفرنسية · مملكة إنجلترا · السويد · إمارة مونستر الأسقفية · أبرشية كولونيا | جمهورية هولندا · الإمبراطورية الرومانية المقدسة · إسبانيا · براندنبورغ |
| 1672           | 1674    | الحرب الإنجليزية الهولندية الثالثة جزء من الحرب الفرنسية الهولندية             | جمهورية هولندا · الدنمارك-النرويج | مملكة إنجلترا · المملكة الفرنسية |
| 1673           | 1681    | ثورة الإقطاعيين الثلاثة                                                        | سلالة تشينغ الحاكمة | مملكة تونغنينغ |
| 1675           | 1679    | الحرب السكونية جزء من الحرب الفرنسية الهولندية                                 | الإمبراطورية السويدية · المملكة الفرنسية | الدنمارك-النرويج · جمهورية هولندا · مرغريفية براندنبورغ · الإمبراطورية الرومانية المقدسة |
| 1675           | 1678    | حرب الملك فيليب                                                                | اتحاد إنجلترا الجديد موهيغان بيكوات | وامبانواغ نيبموك بودونك ناراغانسيت نشاوي |
| 1676           | 1681    | الحرب الروسية العثمانية                                                        | روسيا القيصرية · قوزاق زابوروجيان | الدولة العثمانية · خانية القرم · قوزاق زابوروجيان |
| 1679           | 1684    | الحرب التبتية اللداخية المغولية                                                | التبت | لداخ سلطنة مغول الهند |
| 1681           | 1707    | حروب ماراثا ومغول الهند                                                        | إمبراطورية ماراثا | سلطنة مغول الهند |
| 1683           | 1699    | الحرب التركية العظمى                                                           | - الإمبراطورية الرومانية المقدسة - روسيا القيصرية - هتمانات القوزاق - الكومنولث البولندي الليتواني - جمهورية البندقية - مملكة المجر (1538-1867) - مملكة كرواتيا - الإمبراطورية الإسبانية - المتمردون الصرب - المتمردون الألبان - المتمردون اليونانيون - المتمردون البلغار | الدولة العثمانية · خانية القرم |
| 1683           | 1699    | الحرب البولندية العثمانية (1683–1699) جزء من الحرب التركية العظمى              | الكومنولث البولندي الليتواني Allied الجامعة المقدسة forces | الدولة العثمانية |
| 1683           | 1684    | حرب لم الشمل                                                                   | المملكة الفرنسية | إسبانيا هابسبورغ · الإمبراطورية الرومانية المقدسة · جمهورية جنوة |
| 1684           | 1699    | حرب موريان جزء من الحرب التركية العظمى                                         | جمهورية البندقية · فرسان الإسبتارية · دوقية سافوي · الدولة البابوية · فرسان القديس ستيفن · هيمارا · مانيوت · والمتمردون اليونانيون | الدولة العثمانية |
| 1685           | 1685    | تمرد مونموث                                                                    | مملكة إنجلترا | دوق مونمث |
| 1686           | 1686    | انتفاضة تارنوفو الثانية                                                        | الدولة العثمانية | المتمردون البلغار |
| 1686           | 1700    | الحرب العثمانية الروسية (1686-1700)                                            | روسيا القيصرية · ملكية هابسبورغ · الكومنولث البولندي الليتواني · هتمانات القوزاق | الدولة العثمانية · خانية القرم |
| 1687           | 1687    | العلاقات الفرنسية التايلاندية                                                  | الإمبراطورية البريطانية | تايلاند |
| 1687           | 1689    | حملات القرم                                                                    | خانية القرم · الدولة العثمانية | روسيا القيصرية |
| 1687           | 1758    | حروب تشينغ-زونغار                                                              | سلالة تشينغ الحاكمة | خانات زونغار |
| 1688           | 1688    | انتفاضة تشيبروفتسي                                                             | الدولة العثمانية | المتمردون المسيحيون |
| 1688           | 1697    | حرب التسع سنوات                                                                | التحالف الكبير: · جمهورية هولندا · مملكة إنجلترا · الإمبراطورية الرومانية المقدسة · إسبانيا · دوقية سافوي · السويد (حتى 1691) · مملكة اسكتلندا | المملكة الفرنسية · حركة اليعاقبة |
| 1689           | 1689    | تمرد كاربوش                                                                    | الدولة العثمانية | المتمردون المسيحيون |
| 1689           | 1697    | حرب الملك ويليام جزء من حرب التسع سنوات                                        | المملكة الفرنسية · فرنسا الجديدة · اتحاد واباناكي | مملكة إنجلترا · أمريكا البريطانية · إيروكواس |
| 1689           | 1691    | الحرب الوليمية في إيرلندا جزء من حرب التسع سنوات                               | ولياميتي: · مملكة إنجلترا · مملكة اسكتلندا · جمهورية هولندا · مزرعة أولستر · والمرتزقة من مختلف البلدان | حركة اليعاقبة · المملكة الفرنسية |
| 1689           | 1692    | حركة اليعاقبة                                                                  | | |
| 1695           | 1696    | هجوما أزوف العسكريان                                                           | الإمبراطورية الروسية | الدولة العثمانية |
| 1699           | 1700    | مشروع دارين                                                                    | | |

## 1700–1799
| البداية | النهاية | اسم النزاع                                                        | المتنازعين | المتنازعين |
| البداية | النهاية | اسم النزاع                                                        | الطرف المنتصر (إن وجد) | الطرف المنهزم (إن وجد) |
| ------- | ------- | ----------------------------------------------------------------- | --- | --- |
| 1700    | 1721    | حرب الشمال العظمى                                                 | روسيا القيصرية - الأويرات - هتمانات القوزاق الدنمارك-النرويج · (1700, 1709–20) · انتخابية ساكسونيا · (1700–06, 1709–) · الكومنولث البولندي الليتواني · (1700–04, 1709–) بروسيا (1715–20) · انتخابية هانوفر (1715–19) · مملكة بريطانيا العظمى · (1717–19) | الإمبراطورية السويدية - دوق هولشتاين-غوتورب الكومنولث البولندي الليتواني (1704–09) · الدولة العثمانية (1710–14) · هتمانات القوزاق (1708–09) · مملكة إنجلترا (1700) · مملكة بريطانيا العظمى (1719–21) · جمهورية هولندا (1700) · دوقية براونشفايغ لونيبورغ (1700)                                          |
| 1701    | 1701    | معركة دارتسيدو                                                    | سلالة تشينغ الحاكمة | التبت |
| 1701    | 1714    | حرب الخلافة الإسبانية                                             | الإمبراطورية الرومانية المقدسة: - ملكية هابسبورغ - مملكة بروسيا - هانوفر - مملكة إنجلترا (حتى 1707) - مملكة بريطانيا العظمى (من 1707) - جمهورية هولندا - دوقية سافوي - مملكة البرتغال - إسبانيا هابسبورغ                                                 | - المملكة الفرنسية - آل بوربون - انتخابية بافاريا (حتى 1704) |
| 1702    | 1713    | حرب الملكة آن جزء من حرب الخلافة الإسبانية                        | مملكة إنجلترا (قبل 1707) - أمريكا البريطانية مملكة بريطانيا العظمى (بعد 1707) - أمريكا البريطانية شعب مسكوكي · تشيكاساو · ياماسي | المملكة الفرنسية - فرنسا الجديدة التنوير في إسبانيا - إسبانيا الجديدة اتحاد واباناكي · موهوك · تشوكتاو · تيموكوا · أبالاتشي · ناتشيز |
| 1702    | 1715    | تمرد كاميسارد                                                     | | |
| 1703    | 1711    | حرب راكوتزي الاستقلالية                                           | الإمبراطورية الرومانية المقدسة | كورك (مملكة المجر (1538-1867)) · المملكة الفرنسية |
| 1705    | 1706    | الانتفاضة البافارية                                               | ملكية هابسبورغ | الفلاحون البافاريون |
| 1707    | 1708    | تمرد بولافين                                                      | الإمبراطورية الروسية | الفلاحين |
| 1707    | 1709    | حرب إمبواباس                                                      | مملكة البرتغال المستوطنين البرتغاليين المستوطنين البرازيليين الأوائل | مستوطنو مقاطعة ساو باولو |
| 1709    | 1722    | الحرب الصفوية الهوتاكية                                           | الدولة الهوتاكية | الدولة الصفوية |
| 1710    | 1711    | حملة نهر بروت                                                     | الدولة العثمانية - خانية القرم - الأفلاق الإمبراطورية السويدية · هتمانات القوزاق (فصيل بيليب أورليك) · زابوروجيان سيتش | روسيا القيصرية هتمانات القوزاق (فصيل إيفان سكوروبادسكي) · إمارة البغدان |
| 1711    | 1715    | حرب توسكارورا                                                     | الميليشيا الاستعمارية في ولاية كارولينا الشمالية الميليشيا الاستعمارية في ولاية كارولينا الجنوبية ياماسي شمال توسكارورا أبالاتشي كاتاوبا شيروكي | جنوب توسكارورا باميليكو كوثكني كوري ماتاموسكيت ماتشبونغو |
| 1712    | 1716    | حرب الثعلب الأولى                                                 | | |
| 1714    | 1718    | الحرب العثمانية - البندقية (1714-1718)                            | الدولة العثمانية | جمهورية البندقية · أرشدوقية النمسا · البرتغال · فرسان مالطا · الدولة البابوية · إسبانيا · هيمارا |
| 1715    | 1717    | حرب ياماسي                                                        | الميليشيا الاستعمارية في كارولينا الجنوبية الميليشيا الاستعمارية في كارولينا الشمالية الميليشيا الاستعمارية في فيرجينيا كاتاوبا (من 1715) شيروكي (من 1716)                                                                                               | ياماسي أوشيز كريكس كاتاوبا (حتى 1715) شيروكي (حتى 1716) واكسشو سانتي |
| 1715    | 1716    | الثورة خمسة عشر                                                   | مملكة بريطانيا العظمى | حركة اليعاقبة الاسكتلندية والإنجليزية |
| 1717    | 1717    | الغزو العماني للبحرين 1717                                        | سلطنة عمان | الدولة الصفوية |
| 1718    | 1720    | حرب التحالف الرباعي                                               | مملكة بريطانيا العظمى · المملكة الفرنسية · الإمبراطورية الرومانية المقدسة · جمهورية هولندا · دوقية سافوي | إسبانيا حركة اليعاقبة |
| 1720    | 1720    | الحملة الصينية إلى التبت (1720)                                   | سلالة تشينغ الحاكمة | خانات زونغار |
| 1721    | 1763    | حروب تشيكاساو                                                     | مملكة بريطانيا العظمى · تشيكاساو | المملكة الفرنسية · تشوكتاو · إلينويك |
| 1722    | 1725    | حرب الأب رال                                                      | مستعمرات نيو إنجلاند موهوك | اتحاد واباناكي أبيناكي بيكوكيت ميغماك ماليسيت |
| 1722    | 1723    | الحرب الروسية الفارسية                                            | الإمبراطورية الروسية · هتمانات القوزاق · جورجيا · أرمينيا | الدولة الصفوية |
| 1722    | 1727    | الحرب العثمانية الهوتاكية                                         | الدولة العثمانية | الدولة الصفوية |
| 1727    | 1729    | الحرب الإنجليزية الإسبانية (1727–1729)                            | إسبانيا | مملكة بريطانيا العظمى |
| 1728    | 1733    | حرب الثعلب الثانية                                                | | |
| 1730    | 1735    | الحرب العثمانية الصفوية                                           | الدولة الصفوية | الدولة العثمانية |
| 1733    | 1738    | حرب الخلافة البولندية                                             | ستانيسلاف ليزينسكي · المملكة الفرنسية · إسبانيا · مملكة سردينيا · دوقية بارما | أغسطس الثالث ملك بولندا · الإمبراطورية الروسية · ملكية هابسبورغ · انتخابية ساكسونيا · بروسيا |
| 1735    | 1736    | تمرد مياو (1735–1736)                                             | سلالة تشينغ الحاكمة | متمردوا المياو |
| 1735    | 1737    | الحرب الإسبانية البرتغالية (1735–1737)                            | الإمبراطورية البرتغالية | الإمبراطورية الإسبانية |
| 1735    | 1739    | الحرب الروسية التركية                                             | الإمبراطورية الروسية - هتمانات القوزاق ملكية هابسبورغ | الدولة العثمانية - خانية القرم |
| 1735    | 1740    | باشكير                                                            | الإمبراطورية الروسية | باشكير |
| 1738    | 1739    | غزو نادر شاه لمغول الهند                                          | الدولة الصفوية | سلطنة مغول الهند |
| 1739    | 1748    | حرب أذن جينكنز جزء من حرب الخلافة النمساوية                       | الإمبراطورية الإسبانية | مملكة بريطانيا العظمى |
| 1740    | 1748    | حرب الخلافة النمساوية                                             | المملكة الفرنسية · بروسيا · التنوير في إسبانيا · بافاريا (1741–45) · انتخابية ساكسونيا (1741–42) · مملكة صقلية · مملكة نابولي · جمهورية جنوة · عصر الحرية (1741–43)                                                                                      | ملكية هابسبورغ · مملكة بريطانيا العظمى · انتخابية هانوفر · جمهورية هولندا · انتخابية ساكسونيا (1743–45) · مملكة سردينيا · الإمبراطورية الروسية (1741–43, 1748) |
| 1740    | 1742    | الحروب السليزية جزء من حرب الخلافة النمساوية                      | مملكة بروسيا | الإمبراطورية النمساوية |
| 1741    | 1743    | الحرب الروسية السويدية (1741-1743) جزء من حرب الخلافة النمساوية   | الإمبراطورية الروسية | السويد |
| 1743    | 1746    | الحرب العثمانية الأفشارية                                         | الدولة الأفشارية | الدولة العثمانية |
| 1744    | 1747    | حرب تشوكشي                                                        | الإمبراطورية الروسية | شعب تشوكشي |
| 1744    | 1748    | حرب الملك جورج جزء من حرب الخلافة النمساوية                       | مملكة بريطانيا العظمى · أمريكا البريطانية · إيروكواس | المملكة الفرنسية · فرنسا الجديدة · اتحاد واباناكي |
| 1744    | 1745    | الحروب السليزية جزء من حرب الخلافة النمساوية                      | مملكة بروسيا | الإمبراطورية النمساوية |
| 1745    | 1746    | تمرد اليعاقبة عام 1745                                            | مملكة بريطانيا العظمى | حركة اليعاقبة · المملكة الفرنسية |
| 1746    | 1748    | حرب كارناتيك الأولى جزء من حرب الخلافة النمساوية                  | مملكة بريطانيا العظمى | مملكة فرنسا - شركة الهند الشرقية الفرنسية |
| 1747    | 1796    | الحرب الأهلية الأفشارية القاجارية                                 | الدولة الأفشارية | القاجاريون |
| 1749    | 1754    | حروب كارناتيك                                                     | مملكة بريطانيا العظمى شركة الهند الشرقية · سباهي · مراثيون | المملكة الفرنسية شركة الهند الشرقية الفرنسية · نواب اركوت |
| 1752    | 1757    | حرب كونباونغ-هانثوادي                                             | أسرة كونباونغ | مملكة هانثوادي المستعادة شركة الهند الشرقية الفرنسية |
| 1754    | 1763    | الحرب الفرنسية والهندية جزء من حرب السنوات السبع                  | مملكة بريطانيا العظمى · أمريكا البريطانية - إيروكواس - الأونونداغا - الأونيدا - سينيكا - توسكارورا - موهوك - شعب كايوغا - كاتاوبا - شيروكي (قبل 1758) | المملكة الفرنسية · فرنسا الجديدة - أبيناكي - شعب ألغنقوين ‏ - موهوك - ليناب - ميغماك - أجيبوي - أوتاوا - شاوني - هورون |
| 1756    | 1763    | حرب السنوات السبع                                                 | - مملكة بريطانيا العظمى - انتخابية هانوفر - مملكة بروسيا - إمارة براونشفايغ-فولفنبوتل - إيروكواس - مملكة البرتغال (من 1761) - لاندغريفية هسن كاسل - شاومبورغ ليبه                                                                                        | - المملكة الفرنسية - أرشدوقية النمسا - الإمبراطورية الروسية (حتى 1762) - الإمبراطورية الإسبانية (من 1761) - عصر الحرية (تاريخ السويد) (1757–62) - انتخابية ساكسونيا - سلطنة مغول الهند (من 1757) |
| 1756    | 1763    | الحروب السليزية جزء من حرب السنوات السبع                          | مملكة بروسيا | الإمبراطورية النمساوية |
| 1757    | 1763    | حروب كارناتيك جزء من حرب السنوات السبع                            | شركة الهند الشرقية | نواب البنغال ومرشد أباد · شركة الهند الشرقية الفرنسية · شركة الهند الشرقية الهولندية |
| 1757    | 1762    | الحرب البوميرانية جزء من حرب السنوات السبع                        | السويد · الإمبراطورية الروسية | بروسيا |
| 1758    | 1761    | الحرب الأنجلو-شيروكية جزء من الحرب الفرنسية الهندية               | مملكة بريطانيا العظمى | شيروكي |
| 1759    | 1760    | الحرب البورمية السيامية                                           | أسرة كونباونغ | مملكة أيوثايا |
| 1762    | 1763    | الحرب الإسبانية البرتغالية (1762–1763) جزء من حرب السنوات السبع   | مملكة البرتغال · مملكة بريطانيا العظمى | التنوير في إسبانيا · المملكة الفرنسية |
| 1763    | 1764    | انتفاضة عبيد بيربيس                                               | الإمبراطورية الهولندية | عبيد بيربيس |
| 1763    | 1766    | حرب بونتياك                                                       | مملكة بريطانيا العظمى | اتحاد بونتياك سينيكا |
| 1763    | 1864    | الحرب الروسية الشركسية جزء من حرب القوقاز                         | الإمبراطورية الروسية | |
| 1765    | 1767    | الحرب البورمية السيامية                                           | أسرة كونباونغ | مملكة أيوثايا |
| 1765    | 1769    | الحرب الصينية البورمية                                            | أسرة كونباونغ | سلالة تشينغ الحاكمة |
| 1767    | 1769    | الحرب الأولى بين إنجلترا ومايسور الهندية                          | ميسور | شركة الهند الشرقية · إمبراطورية ماراثا · نواب كارناتيك · دولة حيدر آباد |
| 1768    | 1768    | تمرد لويزيانا عام 1768                                            | غرب لويزيانا | المتمردون الكريول المتمردون ألمان |
| 1768    | 1774    | الحرب الروسية التركية (1768–1774)                                 | الإمبراطورية الروسية - قوزاق زابوروجيان اليونان العثمانية · مملكة كارتلي-كاخيتي · مملكة إيميريتي | الدولة العثمانية - خانية القرم - جمهورية راغوزا |
| 1768    | 1772    | اتحاد بار                                                         | الإمبراطورية الروسية | اتحاد المحامين · المملكة الفرنسية |
| 1769    | 1773    | حرب الكاريبي الأولى                                               | الإمبراطورية البريطانية | غاريفونيون |
| 1773    | 1775    | تمرد بوغاتشيف                                                     | الإمبراطورية الروسية | قوزاق والمتمردون القرويون تتار الفولغا والنبلاء الباشكير |
| 1774    | 1774    | حرب اللورد دونمور                                                 | مستوطنة فرجينيا | شاوني مينجو |
| 1775    | 1776    | الحرب البورمية السيامية (1775–1776)                               | مملكة ثونبوري | أسرة كونباونغ |
| 1775    | 1782    | الحرب الإنجليزية الماراثية الأولى                                 | شركة الهند الشرقية | إمبراطورية ماراثا |
| 1775    | 1783    | حرب الاستقلال الأمريكية                                           | الولايات المتحدة · الحقبة الحديثة المبكرة لفرنسا (1778–83) · التنوير في إسبانيا (1779–83) · جمهورية هولندا (1780–83) · المحاريون · مملكة ميسور (1779–83) · فيرمونت (1777–83) · الأونيدا · توسكارورا · جمعية واتوجا · كاتاوبا · ليناب                     | مملكة بريطانيا العظمى - موالي - الألمان في حرب الاستقلال الأمريكية المحاريون · الأونونداغا · موهوك · شعب كايوغا · سينيكا · شيروكي |
| 1776    | 1777    | الحرب الإسبانية البرتغالية (1776–1777)                            | الإمبراطورية الإسبانية | الإمبراطورية البرتغالية |
| 1776    | 1794    | الحروب الشيروكية الأمريكية                                        | الولايات المتحدة | شيروكي |
| 1778    | 1779    | حرب الخلافة البافارية                                             | أرشدوقية النمسا | بروسيا · انتخابية ساكسونيا |
| 1779    | 1783    | إسبانيا وحرب الاستقلال الأمريكية جزء من حرب الاستقلال الأمريكية   | إسبانيا | مملكة بريطانيا العظمى |
| 1779    | 1781    | حروب كوسيون                                                       | المستوطنون الأوروبيون | كوسيون |
| 1780    | 1784    | الحرب الإنجليزية الهولندية الرابعة جزء من حرب الاستقلال الأمريكية | مملكة بريطانيا العظمى | جمهورية هولندا · المملكة الفرنسية |
| 1780    | 1784    | الحرب الأنغلو ميسورية الثانية                                     | شركة الهند الشرقية · مملكة بريطانيا العظمى · انتخابية هانوفر | مملكة ميسور · المملكة الفرنسية · جمهورية هولندا |
| 1781    | 1781    | ثورة الكومونيروس                                                  | إسبانيا · نواب غرناطة الجديدة | كومونيروس |
| 1783    | 1783    | حرب الزبارة وبوشهر (1782-1783)                                    | مشيخة الزبارة | الدولة الزندية |
| 1784    | 1784    | حرب كاتل                                                          | جمهورية هولندا | ملكية هابسبورغ |
| 1784    | 1784    | تمرد هوريا وكلوكا وكريتشان                                        | ترانسيلفانيا | المتمردون الفلاحون |
| 1785    | 1786    | الحرب البورمية السيامية (1785–1786)                               | سيام | أسرة كونباونغ |
| 1785    | 1795    | الحرب الهندية الشمالية الغربية                                    | الولايات المتحدة | الكونفدرالية الشمالية الغربية كندا |
| 1786    | 1787    | تمرد شايز                                                         | الولايات المتحدة | دانيال شايز والمتمردون |
| 1787    | 1787    | الحرب البورمية السيامية (1787)                                    | أسرة كونباونغ | سيام |
| 1787    | 1791    | الحرب العثمانية النمساوية                                         | ملكية هابسبورغ · الإمبراطورية الروسية | الدولة العثمانية |
| 1787    | 1792    | الحرب الروسية العثمانية (1787-1792)                               | الإمبراطورية الروسية | الدولة العثمانية |
| 1788    | 1790    | الحرب الروسية السويدية                                            | السويد | الإمبراطورية الروسية |
| 1788    | 1789    | حرب المسرح                                                        | الدنمارك-النرويج | السويد |
| 1788    | 1930    | حروب الحدود الأسترالية                                            | الاستكشاف الأوروبي لأستراليا | سكان أستراليا الأصليون |
| 1789    | 1789    | Menashi-Kunashir Rebellion                                        | شوغونية توكوغاوا | متمردو الأينو |
| 1789    | 1792    | الحرب الأنجلو-ميسورية الثالثة                                     | شركة الهند الشرقية · إمبراطورية ماراثا · دولة حيدر آباد · ترافنكور · | مملكة ميسور |
| 1789    | 1793    | حروب كوسيون                                                       | المستوطنين الأوروبيين | كوسيون |
| 1790    | 1802    | مقاومة بيمولوي                                                    | الإمبراطورية البريطانية | بيمولوي |
| 1790    | 1790    | ثورة الفلاحين الساكسونيين                                         | جمهورية ساكسونيا | الفلاحين المتمردين |
| 1791    | 1804    | الثورة الهايتية                                                   | هايتي · مملكة بريطانيا العظمى · الإمبراطورية الإسبانية (1793–1795) · آل بوربون | الجمهورية الفرنسية الأولى · الفيالق البولندية |
| 1791    | 1794    | تمرد الويسكي                                                      | الولايات المتحدة | المتظاهرين ضد ضريبة الحدود |
| 1792    | 1792    | الحرب البولندية الروسية لعام 1792                                 | الإمبراطورية الروسية · كونفدرالية تارغوفيتسكا | الكومنولث البولندي الليتواني |
| 1792    | 1792    | الحروب البورمية السيامية                                          | أسرة كونباونغ | سيام |
| 1792    | 1797    | حرب التحالف الأول جزء من حروب الثورة الفرنسية                     | الجمهورية الفرنسية الأولى · إسبانيا (من 1796) · الجمهورية الباتافية (من 1795) · دولة عميلة لفرنسا · الفيالق البولندية (من 1795) | التحالف الأول: · ملكية هابسبورغ · الإمبراطورية الرومانية المقدسة · بروسيا (حتى 1795) · مملكة بريطانيا العظمى · الملكيون الفرنسيون · الإمبراطورية الإسبانية (حتى 1795) · مملكة البرتغال · مملكة سردينيا · مملكة نابولي مملكة صقلية · دول إيطاليا التاريخية · الدولة العثمانية · جمهورية هولندا (حتى 1795) |
| 1793    | 1796    | حرب فونديه جزء من حرب التحالف الأول                               | الجمهورية الفرنسية الأولى | فيندينس · شوان · النازحون · مملكة بريطانيا العظمى |
| 1793    | 1795    | الحرب الأهلية الطرابلسية                                          | الأسرة القرمانلية | ليبيا العثمانية |
| 1794    | 1794    | حملة نيكاجاك                                                      | ثغر الأمريكي | شيروكي تشيكاماجو |
| 1794    | 1794    | انتفاضة تاديوش                                                    | الإمبراطورية الروسية · بروسيا | الكومنولث البولندي الليتواني |
| 1794    | 1804    | ثورة اللوتس الأبيض                                                | سلالة تشينغ الحاكمة | جمعية اللوتس البيضاء |
| 1795    | 1795    | معركة كرتسانيسي                                                   | القاجاريون - خانات جانجا - خانات يريفان | مملكة كارتلي-كاخيتي مملكة إيميريتي |
| 1795    | 1816    | حروب هوكسبيري ونيبيان                                             | مملكة بريطانيا العظمى | شعب ضروغ شعب يورا شعب ثاروال شعب غاندأنجارا |
| 1795    | 1797    | حرب الكاريبي الثانية                                              | الإمبراطورية البريطانية | العبيد الكاريبيون |
| 1795    | 1806    | تمرد مياو (1795-1806)                                             | سلالة تشينغ الحاكمة | متمردوا المياو |
| 1796    | 1796    | الحرب الروسية الفارسية                                            | الإمبراطورية الروسية | القاجاريون |
| 1796    | 1808    | الحرب الإنجليزية الإسبانية                                        | إسبانيا | مملكة بريطانيا العظمى |
| 1797    | 1797    | الحروب البورمية السيامية                                          | سيام | أسرة كونباونغ |
| 1798    | 1798    | ثورة الفلاحين (1798)                                              | الجمهورية الفرنسية الأولى | الفلاحون المعادين للثورة |
| 1798    | 1802    | حرب التحالف الثاني جزء من حروب الثورة الفرنسية                    | الجمهورية الفرنسية الأولى · إسبانيا · الفيالق البولندية · الدنمارك-النرويج · دولة عميلة لفرنسا: - الجمهورية الباتافية - الجمهورية الهيلفيتية - الجمهورية الألبية - الجمهورية الرومانية (حتى 1799) - الجمهورية البارثينوبية (1799)                        | التحالف الثاني: ملكية هابسبورغ · الإمبراطورية الرومانية المقدسة · مملكة بريطانيا العظمى (حتى 1801) · المملكة المتحدة لبريطانيا العظمى وأيرلندا (من 1801) · الإمبراطورية الروسية (حتى 1799) · آل بوربون · مملكة البرتغال · مملكة نابولي · الدولة العثمانية                                                |
| 1798    | 1800    | شبه الحرب                                                         | الولايات المتحدة | الجمهورية الفرنسية الأولى |
| 1798    | 1798    | الثورة الأيرلندية 1798                                            | الجيش البريطاني جنود إيسن | جمعية الأيرلنديين المتحدين المدافعون الجمهورية الفرنسية الأولى |
| 1798    | 1799    | الحرب الإنجليزية المايسورية الرابعة                               | شركة الهند الشرقية · إمبراطورية ماراثا · دولة حيدر آباد · ترافنكور · | مملكة ميسور |
| 1799    | 1803    | حروب كوسيون                                                       | المستوطنين الأوروبيين | كوسيون |
| 1799    | 1800    | حرب السكاكين جزء من الثورة الهايتية                               | توسان لوفرتور | أندريه رييغو |